# کاپائو دو لئو
کاپائو دو لئو (به پرتغالی: Capão do Leão) یک منطقهٔ مسکونی در برزیل است که در ریو گرانده جنوبی واقع شده‌است. کاپائو دو لئو ۷۸۵٫۳۷ کیلومتر مربع مساحت و ۲۵٬۴۰۹ نفر جمعیت دارد و ۲۱ متر بالاتر از سطح دریا واقع شده‌است.